# Дмитрівський заказник

«Дмитрівський» — ботанічний заказник місцевого значення. Заказник розташований на території Вишгородського району Київської області, займає площу 16,6 га. 
Ботанічний заказник місцевого значення «Дмитрівський» розташовується в межах Любимівської сільської ради Вишгородського
району на території Дніпровського лісництва ДП «Димерське лісове господарство» – квартал 27, виділи 13, 19.   
Оголошено рішенням Київського облвиконкому від 10 квітня 1978 р. № 173.
Середньо-вікові сосново-березові насадження, де зростає цінна лікарська рослина конвалія травнева.